# إذاعة طرفاية
إذَاعَةُ طَرْفَايَة، وكانت تدعى أيضا صَوْتَ التَّحْرِيرِ وَالوَحْدَة، هي إذاعة أُنشِئَت عام 1974 م في مدينة طرفاية المغربية، على الصحراء الإسبانية آنذاك، بأمر من ملك المغرب الحسن الثاني.